# نعمت‌الله مکری جیحون‌آبادی
نعمت‌الله جیحون‌آبادی متخلص به مجرم (۱۲۵۰ روستای جیحون‌آباد- ۱۲۹۸شمسی)، که بعدها به «حاج نعمت‌الله» یا «حاجی نعمت» شهرت یافت، یکی از بزرگان مرام اهل حق و بنیان‌گذار خاندان صاحب زمانی محسوب می‌شود.

## زندگی‌نامه
اجداد حاج نعمت‌الله از خوانین ایلاتی کرد، موسوم به جَلد بودند که اولین نشانه‌های آن‌ها را می‌توان در قرن هشتم هجری بازیافت. خاندان حاج نعمت مسلمان‌های سنی بودند، اما بخشی از آن‌ها جدا شدند و مذهب شیعه را برگزیدند و بعد از آن گروهی از آن‌ها به مسلک اهل حق پیوست. یکی از عرفای بزرگ اهل حق به نام آقا عباس مقارن با سلطنت محمد شاه قاجار در جیحون‌آباد، روستایی در غرب ایران از توابع شهرستان صحنه در استان کرمانشاه، سکنا گزید. در بین پیروان آقا عباس یکی از سرسپردگان اهل حق از طایفه جلد، به نام بیان بگ ثانی، از خاندان حاج نعمت‌الله بود.
نعمت‌الله در جیحون‌آباد متولد شد، او را از این‌رو نعمت‌الله نامیدند، زیرا زمان تولدش مصادف بود با پایان قحطی سختی که در سال‌های ۱۲۴۹ – ۱۲۵۰ شمسی مرگ و میر فراوانی را باعث شده بود. نعمت‌الله هشت سالی بیش نداشت که پدر خود میرزا بهرام را از دست داد و در حدود سه سال بعد مادرش بی‌بی خان نیز از دنیا رفت. میرزا غلامعلی عموی حاج نعمت‌الله که از خوانین معتبر آن ناحیه بود، کفالت نعمت‌الله، برادر و خواهرش را به عهده گرفت.
خانوادهٔ حاج نعمت‌الله از خرده مالکین و جزو محترمین آن منطقه محسوب می‌شدند. همگی آن‌ها اهل معرفت و دانش بودند. به همین سبب نعمت‌الله توانست مانند پدر و عمویش تحصیل کند و به کار اداری اشتغال یابد. در دوران جوانی به راهنمایی عمو و با تکیه بر بضاعت و دانش ادبی، چندی منشی دیوانخانهٔ حکومتی کرمانشاه شد، اما بعد از مدتی آنجا را ترک گفت و سرپرستی امور املاک عمو را بر عهده گرفت.
حاج نعمت‌الله حدود ۲۲ سالگی با دختر عموی خود سکینه خانم (۱۲۵۸- ۱۳۳۲) ازدواج کرد. حاصل ازدواج آن‌ها هفت فرزند بود که تنها سه تن از آن‌ها زنده می‌مانند: اولین فرزند نورعلی الهی (۱۲۷۴- ۱۳۵۳)، ملک‌جان نعمتی (۱۲۸۵- ۱۳۷۲) و مریم (۱۲۸۸- ۱۳۷۷).

## تحولی درونی
حاج نعمت‌الله یکبار حدود ۲۵ سالگی با تجربه‌ای معنوی مواجه می‌شود اما به آن توجهی نمی‌کند، و به زندگی خود به روال معمول آن ادامه می‌دهد. در حدود سن ۲۸ سالگی، تجربهٔ عمیق معنوی دیگری سبب تحول درونی‌اش می‌شود. او به شدت بیمار می‌شود و در حالی که سایرین او را مرده می‌پنداشتند، در واقعه‌ای خود را در عالم بعد می‌بیند. در آن عالم، می‌بیند که چگونه طرز زندگانی‌اش دگرگون می‌شود. از آن به بعد، زندگی‌اش در مسیری تازه قرار می‌گیرد. بعد از این واقعه از فعالیت‌های دنیوی کناره می‌گیرد و جامهٔ درویشان بر تن می‌کند و تا پایان عمر به روزه و ریاضت و سلوک عارفانه، و همچنین تعلیم و تربیت حق‌جویان می‌پردازد. حاج نعمت‌الله گرچه در قید انتشار عقاید و الهاماتش نبود ولی با این وجود در آغاز تحول روحی‌اش، چند درویش جذب شخصیت او شدند و بدین ترتیب اولین حلقهٔ یاران تشکیل شد و این حلقه کم‌کم وسعت یافت به طوری که بعد از مدت کوتاهی قطب معنوی هزاران مرید در آن ناحیه شد و همچنین افراد بسیاری در محل زادگاهش او را قدیس می‌شماردند.
در کتاب شاهنامه حقیقت به‌طور کامل شرح می‌دهد که بعد از این تجربهٔ معنوی حتی همسرش را آزاد گذاشت که او را ترک کند، زیرا نمی‌خواست روش تازهٔ زندگی‌اش را بر او تحمیل کند، و او را از زندگی مرفه پیشین محروم کند. اما همسرش سکینه خانم ترجیح داد که در کنار حاج نعمت‌الله باقی بماند و در مسیر تازهٔ زندگانی او را همراهی و حمایت کند و در ریاضات و گوشه‌گیری از دنیا با او شریک شود.
حاج‌نعمت‌الله در ۹ اسفند ۱۲۹۸ در گذشت. جسد او در تکیهٔ جیحون‌آباد در کنار مزار یارعلی، کوچک‌ترین فرزندش، به خاک سپرده شد.

## مسلک اهل حق در دوران حاج نعمت‌الله
مسلک اهل حق، به سبب نقل سینه به سینهٔ کلام‌های بزرگان این مرام، همچنین استفاده از ادبیات استعاری، در طول زمان دچار تغییراتی شده بود و این از آن جهت بود که اکثر پیروان این مرام مراسم آئینیِ خود را «اسرار الهی» می‌پنداشتند و آن را از غیر اهل حق پنهان می‌کردند و همین سبب شد گروهی از یارسان و برخی از شرق شناسان، مرام اهل حق را با مرام‌های دیگر از جمله علی‌اللهی، نصیری، و... یکسان بشمارند.
حاج نعمت‌الله که مبنای تعلیماتش اصولی بود که سلطان اسحاق آشکار بیان کرده بود، تلاش کرد تا آیین صحیح اهل حق را حفظ کند. او نسبت به انشعاباتی که سبب جدایی اهل حق شده بود بسیار حساس بود. حاج نعمت‌الله در تعلیماتش تأکید سخت بر امساک، صداقت و عبادت‌های جمعی می‌نمود. او به جمع‌آوری آیین اهل حق همت گماشت و در این میان نظریات خود را نیز در باره آن‌ها بیان کرد. او از اینکه جماعت اهل حق از اصل آیین خود دور شده بودند بسیار متأثر بود. جماعتی که در ابتدا بر اساس چهار رکن پاکی، راستی نیستی و ردا عمل می‌کردند، اکنون در باورهای غلط غوطه ور شده بودند و به جای حقایق معنوی تأکید بر اعتقادات خرافاتی خود داشتند. حاج نعمت‌الله تا پایان عمر کوشش خود را برای تصحیح این اشتباهات قطع نکرد.

## تعلیمات
حاج نعمت‌الله بعد از تحول روحی خود به کلی از تمامی وابستگی‌های دنیایی چشم پوشی کرد. او این روش را به درویش‌هایش هم انتقال داد. تأکید او همواره بر چشم‌پوشی از مال و منال و لذات دنیا بود و از آن‌ها می‌خواست که به روح خود بپردازند. او زندگی‌اش را با چله‌های روزهٔ ریاضتی، گاه عبادات دستجمعی و غالب اوقات عبادات خصوصی و مراقبه، تعلیمات معنوی، زیارت و خدمت به خلقِ مداوم، بر اساس چهار رکن اساسیِ مرام اهل حق؛ پاکی، راستی، نیستی و ردآ سپری می‌کرد. از دیدگاه حاج نعمت‌الله روح به این دنیا می‌آید تا برای زندگی ابدی‌اش در آن دنیا خود را آماده کند. توشه روح در عالم دبگر خدمت به خلق و کار نیکو در این دنیاست که با آن سرنوشت ابدی‌اش تعیین می‌شود. حاج نعمت‌الله با چنین بینشی عمدهٔ درآمد املاکش را در اختیار نیازمندان گذاشت. او به نیکی و خدمت به دیگران به هر شکل و صورتی، توجهی خاص داشت و می‌گفت:«مستمندان را باید دریافت، مشتاقان را باید یاری داد، و باید دعا برای رستگاری نوع انسان کرد. بر حقیقت باید گواهی داد، و جویندگان حقیقت را باید راهنمایی کرد.»او مدارا در مورد دین را وظیفهٔ خود می‌دانست.

## تألیفات
حاج نعمت‌الله حدود ۲۰ اثر به زبان کردی و فارسی، نظم و نثر تألیف کرده‌است. در حال حاضر تنها شاهنامه حقیقت یا حق‌الحقایق که به زبان فارسی است در سال ۱۳۴۵ توسط انجمن فرهنگی فرانسه به همت هانری کربن خاورشناس و اسلام‌شناس فرانسوی منتشر شده‌است. او در این کتاب شرح تاریخ ادیان و احوال انبیا و اولیا را از دیدگاه عرفانی خاص خود شرح داده‌است. علاوه بر این کتاب شامل پند و نصیحت و مناجات می‌باشد. شاهنامه حقیقت مشتمل بر ۱۵۰۴۲ بیت و پنج جزو است. حاج نعمت‌الله در جزو پنجم احوالات خاص خود را شرح می‌دهد.

## آثار منتشر نشده
فرقان‌الاخبار از آثار حاج نعمت‌الله به نثر فارسی است. از نظر ولادیمیر مینورسکی، این کتاب از منابع بسیار مهم و دست اول برای شناخت مرام اهل حق می‌باشد. مینورسکی در دههٔ چهل شمسی در صدد چاپ و انتشار آن برآمد. اما این کتاب تاکنون منتشر نشده‌است.
نگارش فرقان‌الاخبار در سال ۱۲۸۸ به اتمام رسید. این کتاب دارای چهار فصل است: فصل اول، مقدمات و اعلام رسالت مؤلف. فصل دوم، خلقت عالم و آدم، و گردش مظهرات. فصل سوم، شرح حال مؤلف، و فصل چهارم، احکام و اوامر و نواهی اهل‌حق.
دیگر تألیفات حاج نعمت‌الله عبارتند از: ۱- کوچ تاریخ (نظم کردی)، ۲- مختصر از کوچ تاریخ (نظم کردی) ۳- گلشن داد ( نظم فارسی) ۴- اصولات ۵- فرقان المقدس (نثر فارسی) ۶- ضیاء القلوب (نثرفارسی) ۷- پندیات (به نظم کردی، و به نظم و نثر فارسی) ۸- بیانات و پیش‌بینیِ وقایع (به نظم کردی، به نظم و نثر فارسی) ۹- مناجات (به نظم کردی، به نظم و نثر فارسی) ۱۰- جذبیات (به نظم کردی، به نظم و نثر فارسی) ۱۱- مجموعه رسالات (نثر فارسی) ۱۲- نامه‌جات (به نظم کردی، به نظم و نثر فارسی) ۱۳- جُنگ اشعار کردی و فارسی (نظم کردی و فارسی) ۱۴- کاشف الاسرار (نثر فارسی) ۱۵- مثنوی (نظم فارسی ۱۶- مثنوی (نظم کردی) ۱۷- خطابه‌ها (نظم کردی) ۱۸- جاودان‌سرا (نثر فارسی) 
حاج نعمت‌الله بیشتر تألیفات خود را به زبان فارسی نگاشته‌است تا در دسترس افراد بیشتری باشد.
تألیفاتش شامل مناجات، پیشگویی‌ها، شرح احوال و شرح اصول دین، شرح سنن و احکام متداول در میان اهل حق، دستورات سلوک عرفانی و شرح حال و تاریخ بزرگان دین و از همه مهم‌تر پندیات و نصایح عرفانی است.